# 345 (numero)
Trecentoquarantacinque (345) è il numero naturale dopo il 344 e prima del 346.

## Proprietà matematiche
- È un numero dispari.
- È un numero composto.
- È un numero difettivo.
- È un numero sfenico.
- È un numero idoneo.
- È un numero colombiano nel sistema numerico decimale.
- È un numero intero privo di quadrati.
- È parte delle terne pitagoriche (152, 345, 377), (184, 345, 391), (207, 276, 345), (345, 460, 575), (345, 756, 831), (345, 828, 897), (345, 1300, 1345), (345, 2368, 2393), (345, 2576, 2599), (345, 3960, 3975), (345, 6608, 6617), (345, 11900, 11905), (345, 19836, 19839), (345, 59512, 59513).

## Astronomia
- 345 Tercidina è un asteroide della fascia principale del sistema solare.

## Astronautica
- Cosmos 345 è un satellite artificiale russo.